# Sematophyllum roridum
Sematophyllum roridum är en bladmossart som beskrevs av Mitten 1869. Sematophyllum roridum ingår i släktet Sematophyllum och familjen Sematophyllaceae. Inga underarter finns listade i Catalogue of Life.